# Kosaciec niski
Kosaciec niski (Iris pumila L.) – gatunek rośliny z rodzaju kosaćcowatych (Iridaceae). Pochodzi z Azji (występuje na Kaukazie) i środkowej, wschodniej i południowo-wschodniej Europy, rozprzestrzenił się w Ameryce Północnej. W Polsce nie występuje dziko, jest uprawiany (rzadko) jako roślina ozdobna. Pochodzi od niego kilka mieszańców, uprawianych jako rośliny ozdobne, np. Iris ×barbata, Iris ×hybrida hort.

## Morfologia i biologia

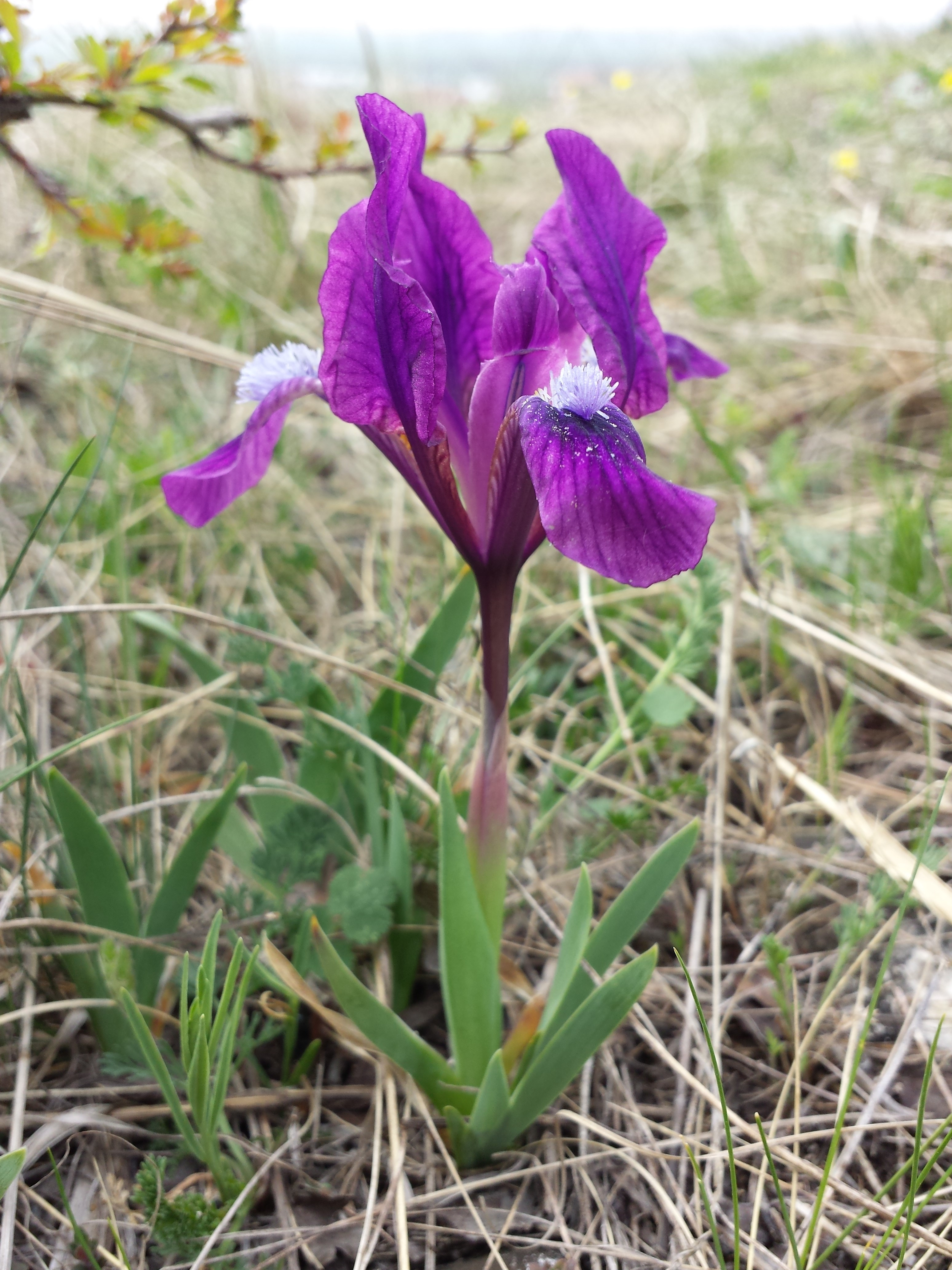
Pokrój

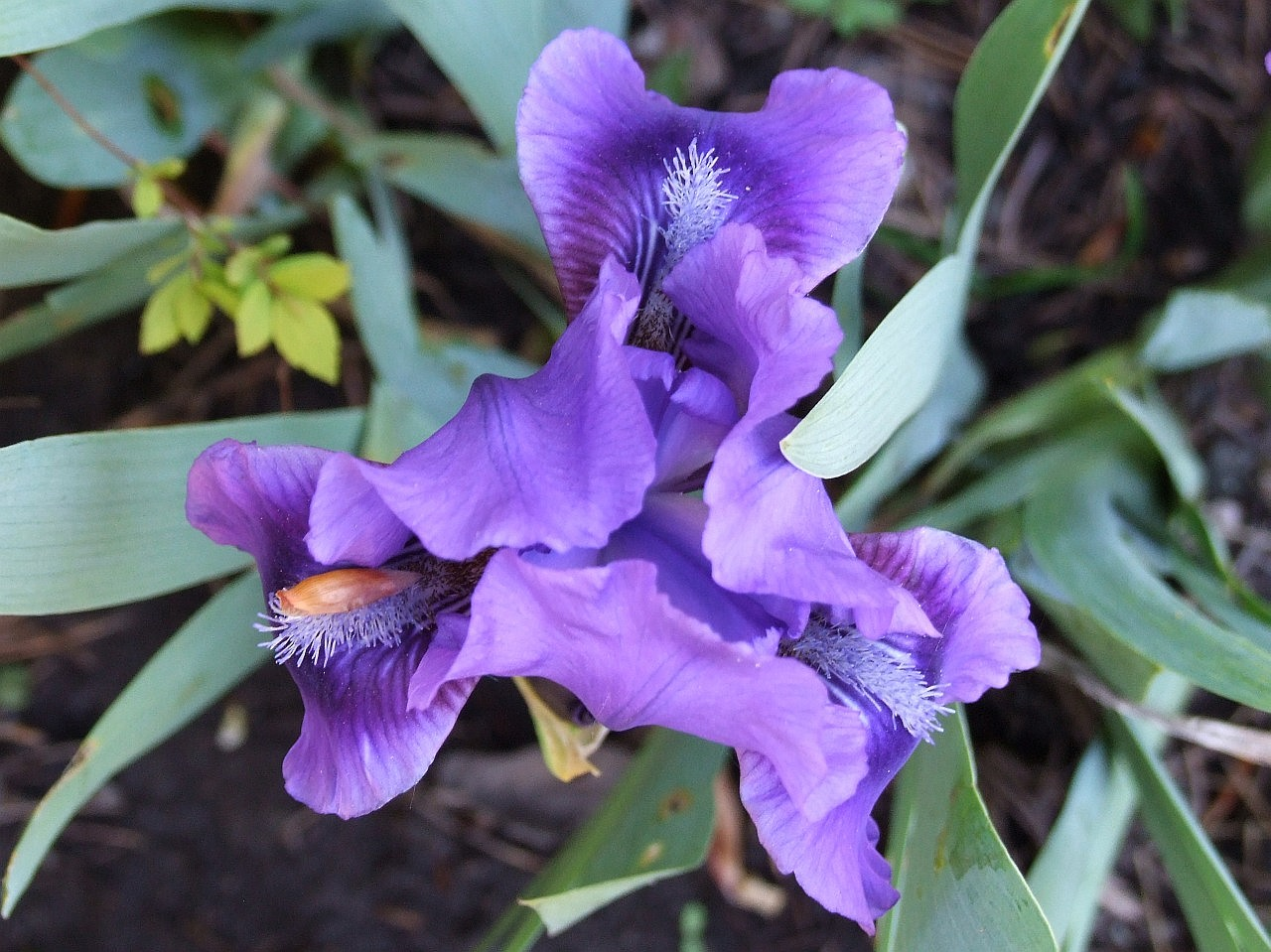
Kwiat z góry

PokrójCała roślina ma wysokość (wraz z kwiatem) 10–15 cm. Pod ziemią grube i mięsiste kłącze. Jest byliną, kwitnie od kwietnia do maja. Liczba chromosomów 2n = 32.
ŁodygaPojedyncza, wzniesiona, gruba, naga, bardzo krótka.
LiścieSzablaste, o długości 5–15 cm i szerokości 1–3 cm.
KwiatyO barwie fioletowej, niebieskiej lub białej i długości do 15 cm. U kultywarów występują też kwiaty w kolorze żółtym, purpurowym. Zazwyczaj występuje tylko jeden duży kwiat na szczycie łodygi. Zewnętrzne listki okwiatu są odgięte, wewnętrzne wzniesione. Znamiona słupka, szerokie, liściowate.

## Zastosowanie i uprawa
Nadaje się na rabaty kwiatowe, do ogródków skalnych i na kwiat cięty. Wymaga słonecznego stanowiska, nie ma natomiast specjalnych wymagań co do gleby, nie należy go sadzić na glebach świeżo nawożonych obornikiem. Rozmnaża się łatwo poprzez podział kłączy wczesną wiosną lub w drugiej połowie lata.